# 波克羅夫西克 (弗拉季伊夫卡區)
波克羅夫西克（烏克蘭語：Покровське），是烏克蘭的村落，位於該國南部尼古拉耶夫州，由弗拉季伊夫卡區負責管轄，始建於1922年，面積0.82平方公里，海拔高度155米，2001年人口524，人口密度每平方公里639人。